# Iwanowskaja (Kraj Krasnodarski)
Iwanowskaja (ros. Ивановская) – stanica w Rosji, w Kraju Krasnodarskim, w rejonie krasnoarmiejskim. W 2010 liczyła 9473 mieszkańców.

## Urodzeni
- Pawieł Łukjanienko – radziecki selekcjoner roślin.